# Paratanais atlanticus
Paratanais atlanticus is een naaldkreeftjessoort uit de familie van de Paratanaidae. De wetenschappelijke naam van de soort is voor het eerst geldig gepubliceerd in 1897 door Dollfus.